# Purex
Purex — стиральный порошок, продаваемый в США и Канаде компанией Henkel North American Consumer Goods. Является одним из наиболее широко распространённых стиральных порошков в Северной Америке. Оригинальный продукт — Purex Bleach — являлся конкурентом отбеливателя Clorox. Название бренда также используется для линейки продуктов «усилителя аромата» под названием Purex Crystalls. Бренд Purex Crystals изначально был запущен в производство в виде кондиционера для белья.

## История
В 1922 году Лайонел С. Прекорт и его сын Рэй начали производить бытовой отбеливатель в своём гараже площадью 37 м2 за их семейным домом в Лос-Анджелесе, штат Калифорния. В 1923 году название Purex было принято для их отбеливающего продукта. К 1946 году компания Purex начала выпускать свой первый порошок под торговой маркой Trend.
В 1955 году компания Purex приобрела Old Dutch Cleanser у Cudahy Packing Company. 31 июля 1956 года компания Purex приобрела компанию Manhattan Soap Company, наиболее известным продуктом которой является мыло «SweetHeart». В 1962 году компания Purex приобрела компанию The Campana Company в Батавии, штат Иллинойс, у Dow Chemical Company. В том же году компания Purex объединилась с Brillo Manufacturing Company — производителем Brillo Pad.
В 1975 году был представлен жидкий стиральный порошок Purex Liquids, который с 1981 года продавался в синих пластиковых бутылках.
В 1981 году компания Purex закупила бренды A. E. Staley Manufacturing Company, среди которых Cream Corn Starch, Staley Pancake and Waffle Syrup, кондиционер для белья Sta-Puf, жидкий крахмал Sta-Flo и чистящее средство для унитаза Sno Bol.
В 1982 году компания Purex Industries, Inc. была приобретена компанией Gibbons, Green and van Amerongen Ltd. — предшественницей Leonard Green & Partners. В 1985 году бизнес по производству товаров для дома и потребительских товаров Purex Industries, Inc. был приобретён компанией Greyhound Corporation и объединён с Greyhound's Armour-Dial в The Dial Corporation. К 1990-м годам компания Dial прекратила выпуск отбеливателя Purex, чтобы сосредоточиться на стиральных порошках.
В апреле 2004 года корпорация The Dial была приобретена компанией [[Henkel|Henkel]].